# Ratboř (stacja kolejowa)
Ratboř – stacja kolejowa w miejscowości Ratboř, w kraju środkowoczeskim, w Czechach. Znajduje się na wysokości 305 m n.p.m.
Jest zarządzana przez Správę železnic. Na stacji nie ma możliwości zakupu biletu.

## Linie kolejowe
- 014 Kolín - Ledečko